# Phrygionis privignaria
Phrygionis privignaria là một loài bướm đêm trong họ Geometridae.